# Arthraxon epectinatus
Arthraxon epectinatus är en gräsart som beskrevs av Bi Sin Sun och Hua Peng. Arthraxon epectinatus ingår i släktet Arthraxon och familjen gräs. Inga underarter finns listade i Catalogue of Life.